# 凤园岳氏宗祠
凤园岳氏宗祠，又名岳飞纪念堂，位于中国湖南省邵阳市双清区高崇山镇凤园村，是岳飞邵阳后裔所建的宗祠，是湖南省省级文物保护单位。

## 历史沿革
清乾隆五十一年（1786年），岳氏宗祠由岳飞五子岳霆后裔始建。同治七年（1868年），岳氏宗祠复修。
中华民国时期，改岳氏宗祠为超群私塾（岳氏超群学校）。中华人民共和国成立后，改超群私塾为大塘口完小（大塘口学校）。1989年，学校迁出后改为岳飞纪念堂，塑岳飞像，由徐君虎题“岳飞纪念堂”。2016年，由于工业园建设通过整体平移对岳飞纪念堂进行异地保护。
1989年，岳飞纪念堂被列为县级文物保护单位。2003年，岳飞纪念堂被列为市级文物保护单位。2011年，凤园岳氏宗祠被列为省级文物保护单位。

## 建筑规制
岳氏宗祠坐北面南，占地面积约12000平方米，建筑面积1280平方米，共三进。第一进外建牌楼和内设戏楼，牌楼面阔五间，开一门，前有石狮，对联为：“派溯汤阴，共衍千秋宗脉；祀崇邵水，永振万卷书香。”第二进是中堂；第三进是神主堂，明间塑岳飞像，次间塑有岳飞五个儿子像。